# Clasificación para el Campeonato Africano de Naciones de 2011
La Clasificación para el Campeonato Africano de Naciones de 2011 fue el torneo que determinó a las selecciones clasificadas al segundo Campeonato Africano de Naciones.

## Equipos participantes
De las 53 asociaciones de fútbol afiliadas a la CAF 36 participaron en el proceso clasificatorio. Las 36 selecciones son divididas según la zona geográfica a la que pertenezcan, cada zona geográfica es gobernada por una de las seis asociaciones regionales en que se divide la CAF. Al estar automáticamente clasificada por ser el país anfitrión la selección de Sudán no participó en el torneo clasificatorio.
| Zona Norte (2 cupos)                  | Zona Oeste A (2 cupos)                                      | Zona Oeste B (3 cupos)                                            | Zona Central (3 cupos)                                                        | Zona Centro-Este (2 cupos) + Sudán (Anfitrión)                    | Zona Sur (3 cupos) |
| ------------------------------------- | ----------------------------------------------------------- | ----------------------------------------------------------------- | ----------------------------------------------------------------------------- | ----------------------------------------------------------------- | --- |
| - Argelia - Libia - Marruecos - Túnez | - Guinea - Malí - Senegal - Sierra Leona                    | - Burkina Faso - Costa de Marfil - Ghana - Níger - Nigeria - Togo | - Camerún - Congo - Gabón - RD Congo                                          | - Burundi - Kenia - Ruanda - Somalia - Tanzania - Uganda - Yibuti | - Angola - Botsuana - Madagascar - Malaui - Mozambique - Namibia - Seychelles - Suazilandia - Sudáfrica - Zambia - Zimbabue |
| Selecciones no participantes          |                                                             |                                                                   |                                                                               |                                                                   | |
| - Egipto                              | - Cabo Verde - Gambia - Guinea-Bisáu - Liberia - Mauritania | - Benín                                                           | - Chad - Guinea Ecuatorial - República Centroafricana - Santo Tomé y Príncipe | - Eritrea - Etiopía                                               | - Comoras - Lesoto - Mauricio                                                                                               |

## Zona Norte

### Primera ronda
| Fechas                    | Local ida   | Resultado global | Local vuelta | Ida   | Vuelta |
| ------------------------- | ----------- | ---------------- | ------------ | ----- | ------ |
| 13 de marzo - 17 de abril | (v) Argelia | 2 – 2            | Libia        | 1 - 0 | 1 - 2  |
| 23 de mayo - 5 de junio   | (v) Túnez   | 3 – 3            | Marruecos    | 1 - 1 | 2 - 2  |

## Zona Oeste A

### Ronda preliminar
| Fechas | Local ida  | Resultado global | Local vuelta | Ida | Vuelta |
| ------ | ---------- | ---------------- | ------------ | --- | ------ |
| -      | Mauritania | w.o.             | Sierra Leona | -   | -      |

### Primera ronda
| Fechas                    | Local ida | Resultado global | Local vuelta | Ida   | Vuelta |
| ------------------------- | --------- | ---------------- | ------------ | ----- | ------ |
| 14 de marzo - 27 de marzo | Guinea    | 1 – 3            | Malí         | 1 - 1 | 0 - 2  |
| 13 de marzo - 27 de marzo | Senegal   | 1 – 1 (4 - 3)    | Sierra Leona | 1 - 0 | 0 - 1  |

## Zona Oeste B
| Fechas                    | Local ida    | Resultado global | Local vuelta    | Ida   | Vuelta |
| ------------------------- | ------------ | ---------------- | --------------- | ----- | ------ |
| 28 de marzo - 11 de abril | Togo         | 1 – 6            | Costa de Marfil | 1 - 2 | 0 - 4  |
| 13 de marzo - 28 de marzo | Burkina Faso | 0 – 1            | Ghana           | 0 - 0 | 0 - 1  |
| 13 de marzo - 28 de marzo | Níger        | 2 – 0            | Nigeria         | 2 - 0 | 0 - 0  |

## Zona Central

### Ronda preliminar
| Fechas | Local ida | Resultado global | Local vuelta      | Ida | Vuelta |
| ------ | --------- | ---------------- | ----------------- | --- | ------ |
| -      | Congo     | w.o.             | Guinea Ecuatorial | -   | -      |

### Primera ronda
| Fechas                    | Local ida | Resultado global | Local vuelta | Ida   | Vuelta |
| ------------------------- | --------- | ---------------- | ------------ | ----- | ------ |
| 14 de marzo - 27 de marzo | Congo     | 1 – 4            | Camerún      | 1 - 1 | 0 - 3  |
| 12 de marzo - 28 de marzo | Gabón     | 2 – 3            | RD Congo     | 1 - 2 | 1 - 1  |

### Segunda ronda
| Fechas                  | Local ida | Resultado global | Local vuelta | Ida   | Vuelta |
| ----------------------- | --------- | ---------------- | ------------ | ----- | ------ |
| 23 de mayo - 5 de junio | Gabón     | 3 – 0            | Congo        | 3 - 0 | w/o    |

## Zona Centro-Este

### Ronda preliminar
| Fechas     | Local ida | Resultado global | Local vuelta | Ida | Vuelta |
| ---------- | --------- | ---------------- | ------------ | --- | ------ |
| 8 de enero | Yibuti    | 0 – 1            | Somalia      | -   | 0 - 1  |

### Primera ronda
| Fechas                    | Local ida | Resultado global | Local vuelta | Ida   | Vuelta |
| ------------------------- | --------- | ---------------- | ------------ | ----- | ------ |
| 14 de marzo - 27 de marzo | Burundi   | 1 – 5            | Uganda       | 1 - 1 | 0 - 4  |
| -                         | Etiopía   | w.o.             | Kenia        | -     | -      |
| -                         | Eritrea   | w.o.             | Ruanda       | -     | -      |
| 27 de marzo               | Somalia   | 0 – 6            | Tanzania     | w.o.  | 0 - 6  |

### Segunda ronda
| Fechas                  | Local ida  | Resultado global | Local vuelta | Ida   | Vuelta |
| ----------------------- | ---------- | ---------------- | ------------ | ----- | ------ |
| 22 de mayo - 5 de junio | (v) Uganda | 2 – 2            | Kenia        | 1 - 0 | 1 - 2  |
| 1 de mayo - 6 de junio  | Tanzania   | 1 – 2            | Ruanda       | 1 - 1 | 0 - 1  |

## Zona Sur

### Primera ronda
| Fechas                    | Local ida   | Resultado global | Local vuelta | Ida   | Vuelta |
| ------------------------- | ----------- | ---------------- | ------------ | ----- | ------ |
| 13 de marzo - 27 de marzo | Botsuana    | 1 – 2            | Sudáfrica    | 0 - 0 | 1 - 2  |
| 13 de marzo - 27 de marzo | Seychelles  | 2 – 1            | Namibia      | 1 - 0 | 1 - 1  |
| 14 de marzo - 27 de marzo | Madagascar  | 0 – 2            | Angola       | 0 - 0 | 0 - 2  |
| 14 de marzo - 27 de marzo | Suazilandia | 1 – 5            | Zimbabue     | 1 - 2 | 0 - 3  |
| 13 de marzo - 27 de marzo | Malaui      | 3 – 1            | Mozambique   | 3 - 0 | 0 - 1  |

### Segunda ronda
| Fechas                  | Local ida  | Resultado global | Local vuelta | Ida   | Vuelta |
| ----------------------- | ---------- | ---------------- | ------------ | ----- | ------ |
| 23 de mayo - 5 de junio | Sudáfrica  | 2 – 1            | Zambia       | 1 - 0 | 1 - 1  |
| 23 de mayo - 6 de junio | Seychelles | 2 – 6            | Zimbabue     | 2 - 4 | 0 - 2  |
| 22 de mayo - 5 de junio | Angola     | 3 – 1            | Malaui       | 1 - 1 | 2 - 0  |

## Clasificados
| Bandera de Sudán  | Bandera de Camerún    | Bandera de Mali       | Bandera de Senegal    |
| Sudán             | Camerún               | Malí                  | Senegal               |
| Organizador       | Zona Central          | Zona Oeste A          | Zona Oeste A          |
| Clasificado: 2009 | Clasificado: 27/03/10 | Clasificado: 27/03/10 | Clasificado: 27/03/10 |

| Bandera de Ghana      | Bandera de Niger      | Bandera de República Democrática del Congo | Bandera de Costa de Marfil |
| Ghana                 | Niger                 | República Democrática del Congo            | Costa de Marfil            |
| Zona Oeste B          | Zona Oeste B          | Zona Central                               | Zona Oeste B               |
| Clasificado: 28/03/10 | Clasificado: 28/03/10 | Clasificado: 28/03/10                      | Clasificado: 11/04/10      |

| Bandera de Argelia    | Bandera de Angola     | Bandera de Gabón      | Bandera de Sudáfrica  |
| Argelia               | Angola                | Gabón                 | Sudáfrica             |
| Zona Norte            | Zona Sur              | Zona Central          | Zona Sur              |
| Clasificado: 17/04/10 | Clasificado: 05/06/10 | Clasificado: 05/06/10 | Clasificado: 05/06/10 |

| Bandera de Túnez      | Bandera de Uganda     | Bandera de Ruanda     | Bandera de Zimbabue   |
| Túnez                 | Uganda                | Ruanda                | Zimbabue              |
| Zona Norte            | Zona Centro-Este      | Zona Centro-Este      | Zona Sur              |
| Clasificado: 05/06/10 | Clasificado: 05/06/10 | Clasificado: 06/06/10 | Clasificado: 06/06/10 |